# Bistum Castellaneta
Das Bistum Castellaneta (lat.: Dioecesis Castellanetensis, ital.: Diocesi di Castellaneta) ist eine in Italien gelegene römisch-katholische Diözese mit Sitz in Castellaneta.

## Geschichte
Das Bistum Castellaneta wurde im 11. Jahrhundert errichtet. 1818 wurde dem Bistum Castellaneta das Territorium des aufgelösten Bistums Mottola angegliedert.

## Weblinks

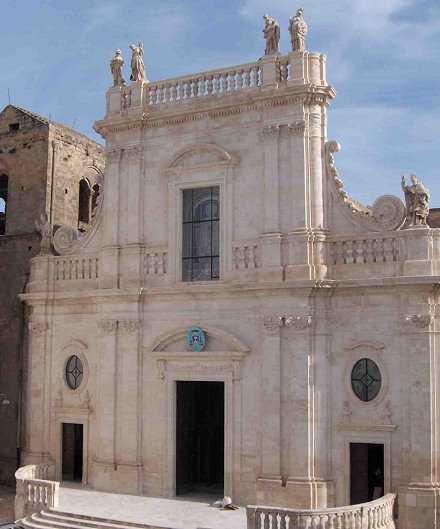
Kathedrale Santa Maria Assunta in Castellaneta